# أبو جعفر المنصور (مسلسل عراقي)
أبو جعفر المنصور مسلسل تلفزيوني تاريخي عراقي، من إنتاج عام 1998  من تأليف معاذ يوسف، وإخراج صلاح كرم. وضع الموسيقى التصويرية وتتر البداية الملحن سهيل شوقي.

## قصة العمل
دراما تاريخية تتناول قصة حياة الخليفة العباسي أبو جعفر المنصور بداية منذ توليه الخلافة وبناء مدينة السلام ودخول باب الذهب كما يتناول زواجه الأول من أم جعفر وتركتها ليتزوج ثانية وابنه جعفر الذي يقع في حب شابة اسمها سعاد وصراعه مع محمد النفس الزكية وأنصاره وقتاله ضد الراوندية صور ما بين العراق وسوريا

## الممثلون
- ميمون الخالدي بدور ( أبو جعفر المنصور)
- سهى سالم الزوجة الأولى للمنصور (أم جعفر)
- عبد الخالق مختار بدور ( محمد النفس الزكية)
- عبد القادر الحلبي بدور ( جعفر)
- سلمى سالم بدور( سعاد)
- سامي عبد الحميد
- حاتم سلمان
- سامي قفطان
- شذى سالم
- عزيز خيون [4]
- مناف طالب
- مكي حداد
- كريم عواد
- هيثم عبد الرزاق
- إحسان دعدوش
- صبا إبراهيم بدور (خولة)
- نجلاء فهمي
- زياد الهلالي